# ヴィッレッセ
ヴィッレッセ（伊: Villesse）は、イタリア共和国フリウリ＝ヴェネツィア・ジュリア州ゴリツィア県にある、人口約1,600人の基礎自治体（コムーネ）。

## 名称
標準イタリア語以外では以下の名称を持つ。
- フリウリ語: Vilès [5]

## 地理

### 位置・広がり
ゴリツィア県西部に位置し、モンファルコーネから西北へ約9km、県都ゴリツィアから西南へ約17km、ウーディネから南東へ約28kmの距離にある。
イゾンツォ川とトッレ川 (Torre (river)) の合流点の上流に当たり、両河川に挟まれた形になっている。コムーネの西を蛇行しながら流れるトッレ川はおおむねゴリツィア県とウーディネ県との境界になっているが、コムーネの領域の一部はトッレ川左岸（西岸）にも広がる。

#### 隣接コムーネ
隣接するコムーネは以下の通り。括弧内のUDはウーディネ県所属を示す。
- ロマンス・ディゾンツォ - 北
- グラディスカ・ディゾンツォ - 北東
- フォリアーノ・レディプーリア - 東
- サン・ピエール・ディゾンツォ - 南東
- ルーダ (UD) - 南西
- カンポロンゴ・タポリアーノ (UD) - 西

川に囲まれたコムーネであるため、コムーネ主要部と陸上で隣接するのは、北のロマンス・ディゾンツォと、北東のグラディスカ・ディゾンツォのみである。コムーネを貫く高速道路 A4 は、北西にトッレ川を越えてタポリアーノ、南東にイゾンツォ川を越えてサン・ピエール・ディゾンツォとを結んでいる。トッレ川を越える橋はもうひとつあり、SS351 が南西にルーダとを結んでいる。

### 地勢
イゾンツォ川がコムーネの東南を、トッレ川がコムーネの西を流れる。下流のトゥッリアーコ付近で合流する両河川に挟まれ、地形は平坦である。

### 気候分類・地震分類
ヴィッレッセにおけるイタリアの気候分類 (it) および度日は、zona E, 2232 GGである。
また、イタリアの地震リスク階級 (it) では、zona 3 (sismicità bassa) に分類される。

## 社会

### 産業・経済
農業に加え、交通の要衝という立地を生かし、高速道路の利用者を顧客とする商業や、それに関連する手工業が盛んである。
国際的な家具小売り店イケアの店舗もヴィッレッセにある。

### 人口

#### 居住地区別人口
国立統計研究所（ISTAT）は居住地区（Località abitata）別の人口として以下を掲げている。統計は2001年時点。
| 地区名       | 標高  | 人口  | 備考 |
| ------------ | ----- | ----- | ---- |
| VILLESSE     | 12/20 | 1,577 |      |
| VILLESSE *   | 18    | 1,557 |      |
| Via Aquileia | 18    | 20    |      |
| Case Sparse  | -     | -     |      |

ISTATは人口統計上、家屋密度の高い centro abitato （居住の中心地区）、密度の低い nucleo abitato （居住の核となる地区）、まとまった居住地区を形成していない case sparse （散在家屋）の区分を用いている。上の表で地名がすべて大文字で示されているものが centro abitato である。「*」印が付されているのは、コムーネの役場・役所 la casa comunale の置かれている地区である。

## 文化・観光

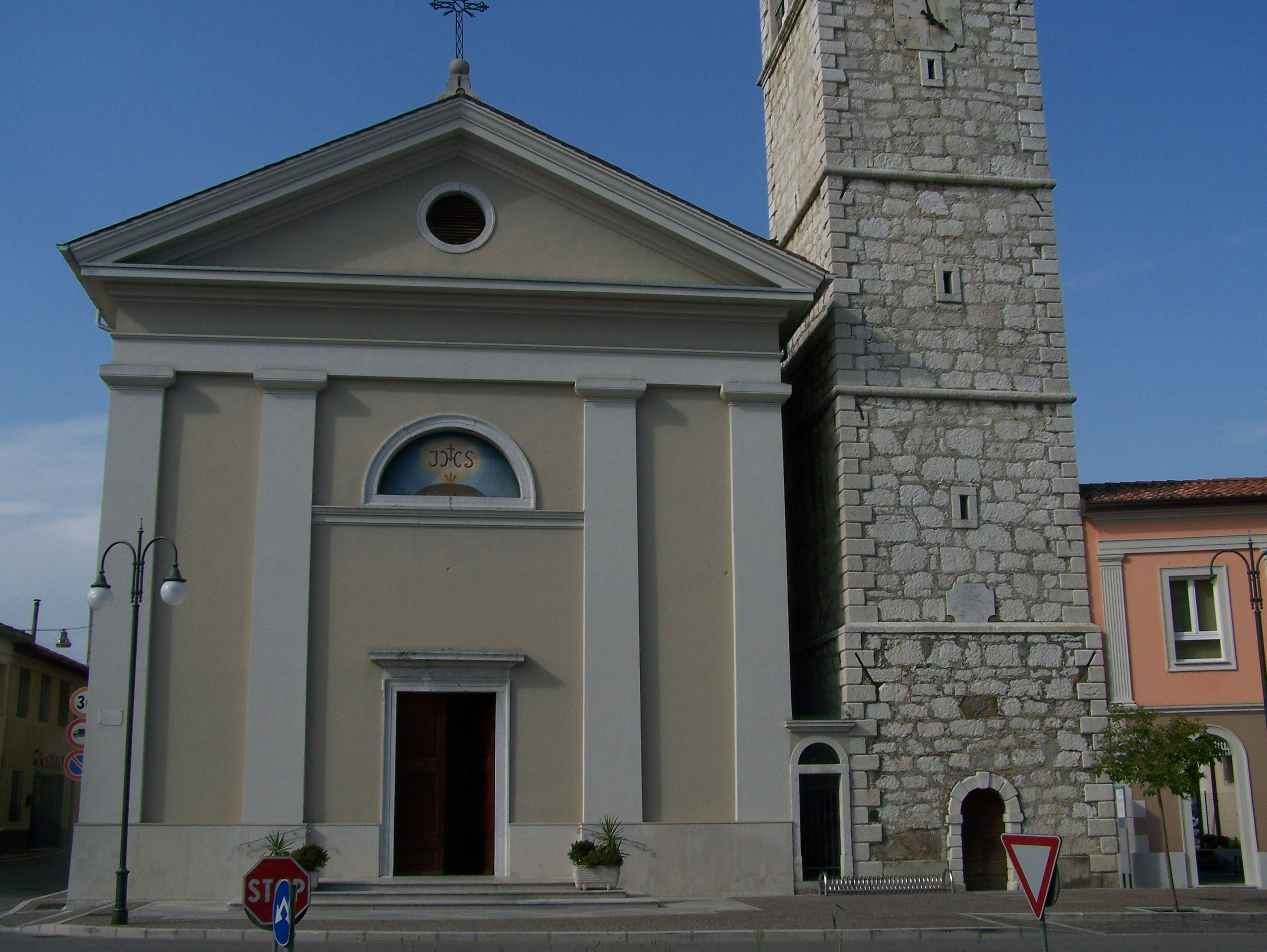
聖ロッコ教会

現在の聖ロッコ教会は、1828年に建立された。守護聖人である聖ロッコの祝祭日である8月16日には、行列が行われ屋台が立つ。
また、10月の最終日曜日は感謝祭が行われる。

## 交通

### 道路
高速道路
- A4  (it:Autostrada A4 (Italia))
- RA17  (it:Raccordo autostradale RA17)

国道
- SS351  (it:Strada statale 351 di Cervignano)

ヴィッレッセには、北イタリアを横断する高速道路 A4 が西北から東南方向に走っており、ヴィッレッセで東北方向に RA17 が分岐している。RA17 はゴリツィアを経てスロベニアの高速道路に接続し、リュブリャナに向かう高速道路である。